# 中国—塞舌尔关系
中国—塞舌尔关系（法語：Relations entre la Chine et la Seychelles），是指歷史上的中國和塞舌尔（包括現在中華人民共和國與塞舌爾共和國）之間的雙邊關係。中華人民共和國在1976年6月30日與塞舌尔建交，兩國有經貿和文化上的交流。

## 歷史
塞舌爾群岛首批華人移民在1886年遷居至當地:79，他們是23名原本居於毛里求斯的华侨，此後仍有華人在塞舌爾和毛里求斯兩地之間來往:419；塞舌爾的華人在1893年開始从事香草加工等种植业工作:79，不少華人與當地婦女通婚，他們的混血儿很难被人認出是华人後代，故被政府视为塞舌尔人的一員:419。第一任塞舌爾總統詹姆斯·曼卡姆也是华人後裔，他祖籍广东順德。
塞舌爾曾是英國的殖民地，在1976年6月29日宣佈獨立為國。在此之前，中华人民共和国和塞舌爾已有來往：中华人民共和国支持争取塞舌爾獨立的塞舌尔人民联合党，曾三度向該組織提供財政援助；1975年1月，時任塞舌爾自治政府总理的曼卡姆向中国驻坦桑尼亚大使表示，塞舌尔將在独立後與中华人民共和国建立邦交:180。塞舌爾在獨立翌日與中华人民共和国建立大使级外交关系:180。
2013年5月6日，中华人民共和国与塞舌尔签署互免签证协议，并于同年6月26日生效。2024年9月2日，两国建立战略伙伴关系。

## 經貿關係
- 中国大陸到塞舌尔的出口貿易[8]
- 塞舌尔到中国大陸的出口貿易[9]

根據經濟複雜性研究中心網站上的數據，中国大陸在2012年出口了3000萬美元到塞舌尔，貨物涵蓋機械設備、金屬製品、紡織品等領域。塞舌尔到中国大陸的出口貿易在2007年曾一度超過400萬，但出口額在2009年大幅下降至28,300美元，其後有少量回升；2012年，塞舌尔出口了23.8萬美元來中国大陸，93.95%的貨物為廢塑料，其餘貨物為畜產。塞舌尔同年出口了282萬美元到香港，大部分貨物是畜產。

## 文化關係
塞舌尔曾舉辦「中國日」活動，期間有摄影展覽、農曆新年庙会、中国电影放映等文化節目；在「中國日」期間，塞舌爾首都维多利亚將會有街道掛上花燈和中華人民共和國國旗，被塞舌爾旅遊和文化部部長阿兰·圣安戈形容為「迷你唐人街」。中華人民共和國駐塞舌尔大使館曾與當地一所酒店合辦「中国周」，每天的活動均有一個主題，節目包括图片展覽、学习烹飪中國菜、中国电影放映等；中華人民共和國駐塞舌尔大使館向該酒店贈送有關中國的藝術品、图片、書籍和光碟，而當地一所旅行社和航空公司亦參與協辦「中国周」活動。
中華人民共和國駐塞舌尔大使館曾應當地文化部門的邀请，組織两名中国教练到塞舌尔教授太极拳，课程以長者、学生和其他社区人士為目標。塞舌尔文化部門也曾邀请被譽為「中国国家级剪纸传承人」的段建珺到當地教授剪纸，他在第三期課程中教授了約50名學員，又把一件作品送給旅遊和文化部部長圣安戈；圣安戈決定向塞舌尔市民收集剪纸作品，並舉行评奖活動。
塞舌尔大学的孔子课堂由該校和大连大学在2014年联合开办，将會在當地發展汉语教学、推广中華文化。

## 援助
中華人民共和國在2007年開始派出經中國共產主義青年團選拔的青年義工到塞舌尔，義工將會在當地的服务机构進行医疗卫生、資訊科技、建筑工程、音乐教育等範疇的社會服务。
在医疗援助方面，中華人民共和國曾派遣醫疗队和醫疗義工到塞舌爾，中国人民解放军海军的医疗船也曾訪問當地，為當地市民提供义务诊症；中國亦曾向塞舌爾贈送藥物和医疗器材，並在當地援建医院。
2015年的塞舌尔獨立日是該國首個官方確立的国庆日，當地將會有庆祝活動，中華人民共和國捐贈了一批相关物资。

## 外部連結
- 中华人民共和国驻塞舌尔共和国大使馆官方网站（简体中文）（英文）
  - 中华人民共和国驻塞舌尔共和国大使馆经济商务处官方网站（简体中文）
- 塞舌尔共和国驻香港名誉领事馆官方网站（繁體中文）（英文）